# HD158205
HD158205 — хімічно пекулярна зоря спектрального класу A2, що має видиму зоряну величину в смузі V приблизно 8,4.
Вона  розташована на відстані близько 1763,0 світлових років від Сонця.